# Melanoplus spretus
Melanoplus spretus är en utdöd insektsart som först beskrevs av Walsh 1866.  Melanoplus spretus ingår i släktet Melanoplus och familjen gräshoppor. Inga underarter finns listade i Catalogue of Life.
Individerna var med en kroppslängd på 20 till 35 mm medelstora gräshoppor.
Arten förekom i Klippiga bergen och i den angränsande prärien från British Columbia till Texas. Den bildade väldigt stora svärmar. År 1874 uppskattades en svärm vara 2 900 km lång och cirka 180 km bred. Svärmens vikt antogs vara 27 miljoner ton.
Som grund för artens utdöende utpekas nybyggarnas aktiviteter i dalgångarna i Montana och Wyoming där gräshoppans honor la sina ägg. Antagligen förstördes äggen genom plöjning och bevattning.
Trots den stora populationen som arten hade under 1800-talet är bara ett fåtal exemplar bevarade i olika museer.

## Bildgalleri

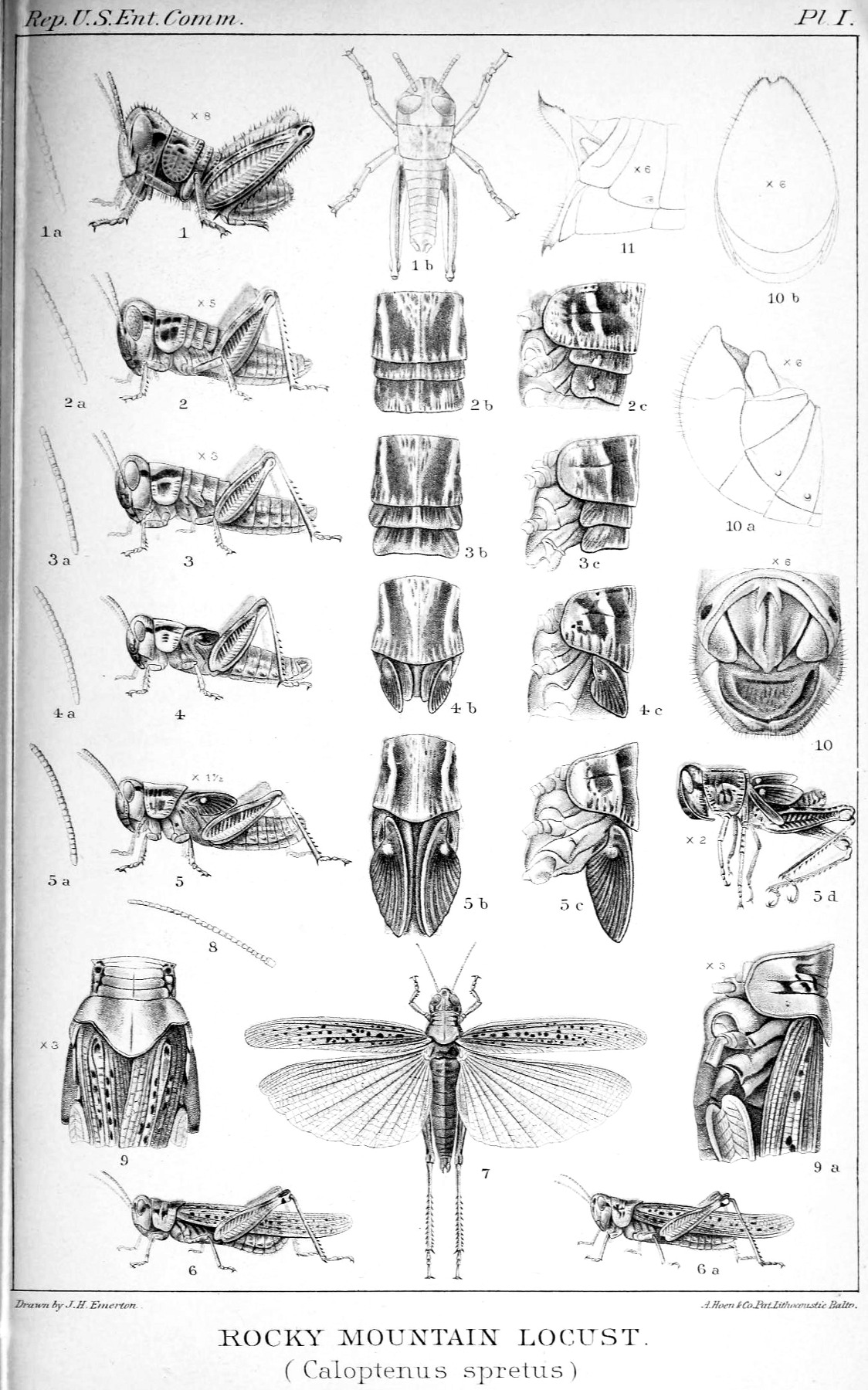
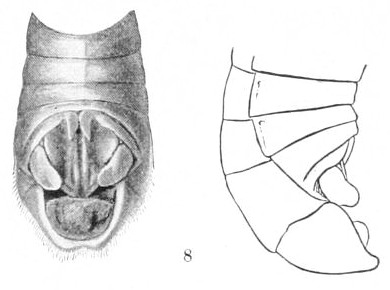
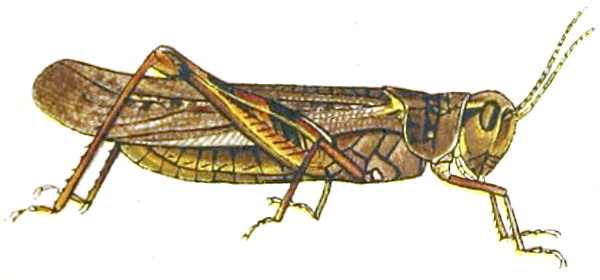
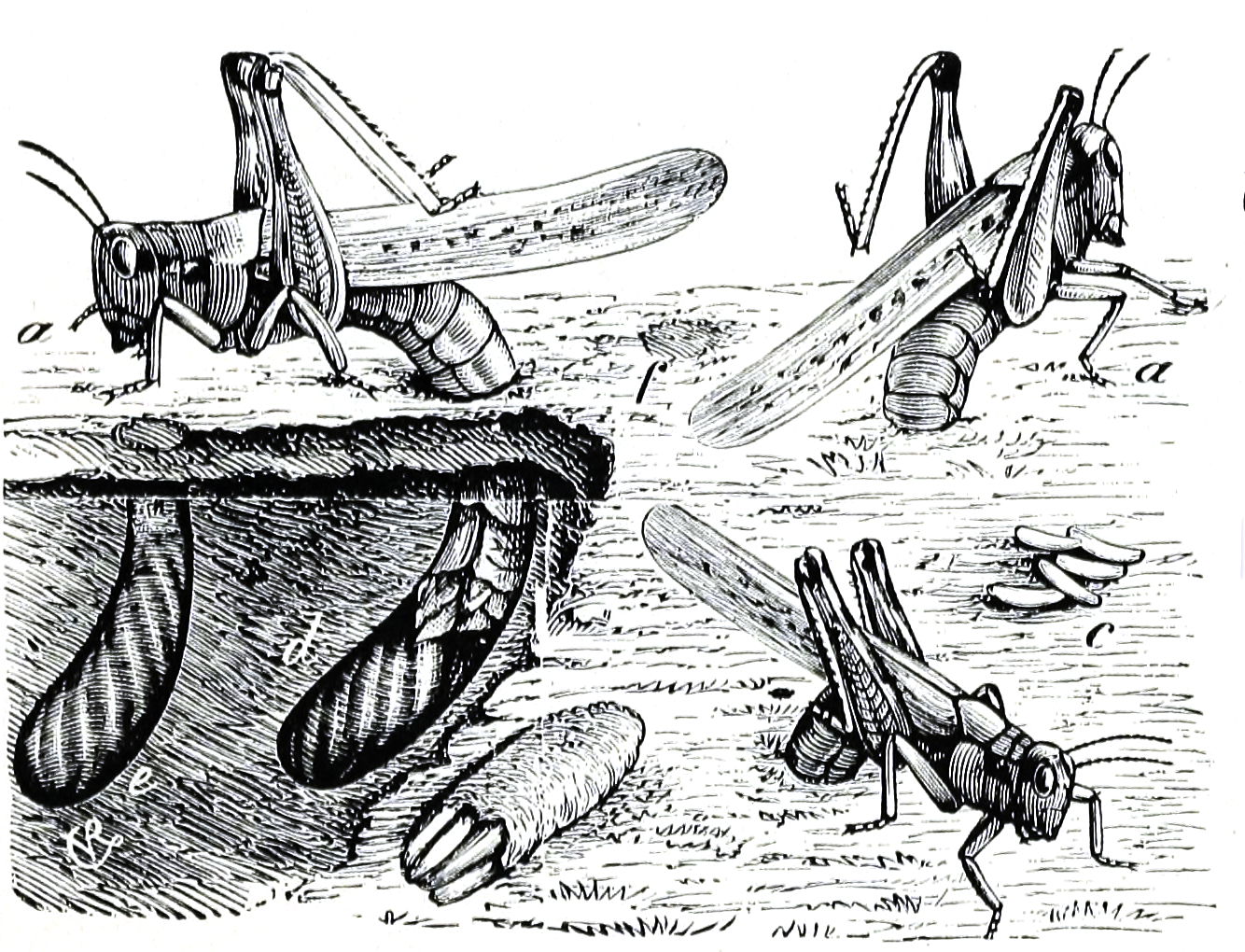